# Existió otra humanidad
Existió otra humanidad és una pel·lícula documental espanyola estrenada a Espanya el 1977 dirigida per Julián Marcos amb un guió d'Ismael González Díaz basat en escrits de Juan José Benítez.

## Sinopsi
Fernando Rey és el narrador d'aquest documental on exposa la teoria que la humanitat no està sola a l'univers, hi ha milions de galàxies a l'univers. A través d'un viatge en el temps i els vestigis arqueològics d'un altre planeta, s'obre la possibilitat que altres éssers estiguin visitant la terra des de temps remots. Seguint les teories de Carl Sagan, s'hi afirma que també hi ha centenars de restes arreu del món que podrien provar l'existència d'una altra cultura o civilització que va habitar el planeta abans que nosaltres, alguns milions d'anys, i que per alguna raó van desaparèixer.

## Premis
Als Premis del Sindicat Nacional de l'Espectacle de 1976 va ser una de les 13 pel·lícules a concurs, però finalment no va rebre cap premi.